# Centrolepidaceae
Centrolepidaceae is een botanische naam, voor een familie van eenzaadlobbige planten. Een familie onder deze naam wordt algemeen erkend door systemen van plantensystematiek, en zo ook door het APG-systeem (1998) en het APG II-systeem (2003).
Het gaat om een heel kleine familie, van een paar dozijn soorten in slechts enkele genera.
In het Cronquist-systeem (1981) was de plaatsing in een orde Restionales.